# Severozápadní provincie
Severozápadní provincie je provincie Jihoafrické republiky, která se nachází na severozápad od hlavního populačního centra JAR, provincie Gauteng. Hlavním městem je Mahikeng (dříve Mafikeng). Je v pořadí šestá z devíti podle rozlohy (104 882 km²) a sedmá podle počtu obyvatel (3,7 milionu). Byla vytvořena v roce 1994 ze severovýchodní částí bývalé provincie Kapska, jihozápadní části bývalé provincie Transvaalu a také z částí bantustanu Bophuthatswana. Hlavní náplní ekonomiky je těžba, a to především zlata, platiny a diamantů.